# Felipe Neri
San Felipe Neri (en italiano, Filippo Romolo Neri; Florencia, 21 de julio de 1515 - Roma, 26 de mayo de 1595), a veces llamado el Apóstol de Roma, fue un sacerdote católico, fundador de la Congregación del Oratorio, una sociedad de clero secular dedicada al cuidado pastoral y la obra caritativa, proyección de su personal espiritualidad y creación singular dentro de las distintas corrientes espirituales del Cinquecento italiano. La misión espiritual de Neri enfatizaba la santidad personal y el servicio directo a los otros, particularmente a través de la educación de los jóvenes y el cuidado de los pobres y enfermos. Su obra jugó un papel importante en la Contrarreforma, especialmente dentro de la ciudad de Roma. Fue canonizado por la Iglesia católica unos veintisiete años después de su muerte.  Su festividad se celebra el 26 de mayo.

## Sus primeros años
Hijo de Francisco y Lucrecia Neri, quien falleció cuando Felipe aún era muy pequeño. Felipe tuvo dos hermanas menores, Catalina e Isabel Neri y un hermano que murió siendo aún muy niño.
Su padre, quien alternaba su profesión liberal con la de notario, mantenía gran amistad con los dominicos. Felipe Neri recibió muchas de sus primeras enseñanzas religiosas de los frailes dominicos del Monasterio de San Marcos de Florencia.
Felipe estudió humanidades. A la edad de dieciséis años, fue enviado a ayudar en los negocios a un primo de su padre en San Germano, cerca de Montecasino. Felipe, frecuentemente, se retiraba a una pequeña capilla de la montaña que pertenecía a los benedictinos de Montecasino. Fue aquí donde se concretó su vocación. En 1533, decidió marchar a Roma.

## Vida laical en Roma

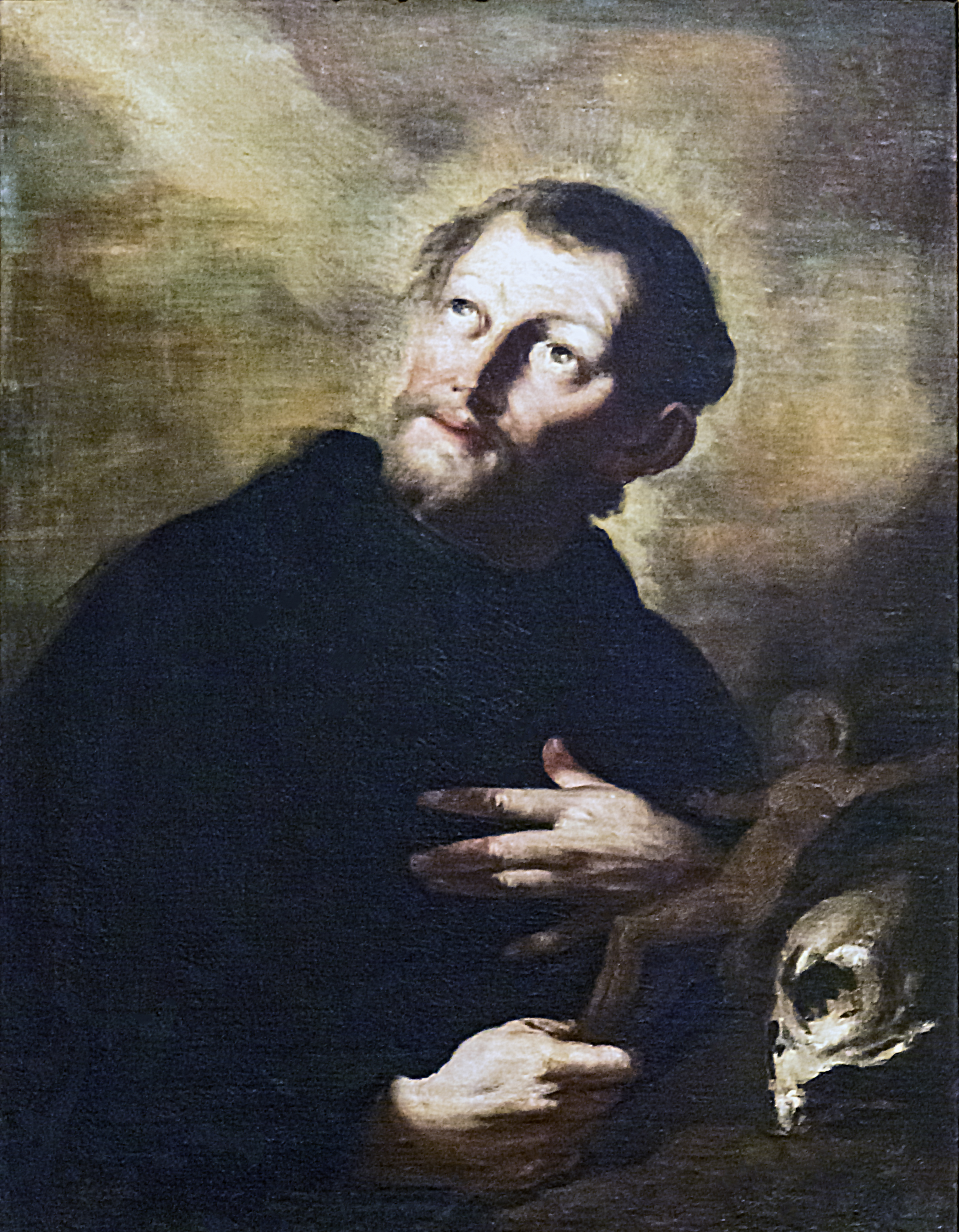
San Filippo Neri, óleo sobre tela de Giuseppe Nogari. Sacristía de la Basílica de Santa María dei Frari.

En Roma trabó amistad con Galiotto Caccia, un aduanero florentino, que le proporcionó alojamiento y manutención en su casa a cambio de que emprendiera la educación de sus dos hijos. Mientras era tutor de los niños estudió filosofía en la Sapienza, y teología en la escuela de los agustinos y escribió la mayor parte de la poesía que compuso, tanto en latín como en italiano de la que solamente algunos sonetos han perdurado.
Felipe se encontró en Roma con una Iglesia en donde el colegio cardenalicio era gobernado por los Médici, de suerte que muchos cardenales se comportaban más bien como príncipes seculares que como eclesiásticos. Parte del clero había caído en la indiferencia, cuando no en la corrupción y muchos sacerdotes no celebraban la misa sino rara vez, dejaban arruinarse las iglesias y se desentendían del cuidado espiritual de los fieles. Al mismo tiempo, el pueblo romano parecía haberse alejado de la fe cristiana. La tarea de Felipe habría de consistir en reevangelizar la ciudad de Roma, por lo que un día se le llamaría el Apóstol de Roma. Felipe, aún laico, comenzó dirigiéndose a la gente en mercados y plazas, e inició visitas a hospitales, induciendo a otros a que le acompañaran.
Hacia 1544 trabó amistad con San Ignacio de Loyola, a quien quiso seguir como misionero en Asia. Finalmente desistió, porque deseaba continuar con la labor iniciada en Roma, constituyendo el núcleo de lo que después se convirtió en la Hermandad del Pequeño Oratorio.
Aunque Felipe rezaba principalmente en la Iglesia de San Eustaquio, muy cerca de la casa de Caccia, fue en las Catacumbas de San Sebastián donde tuvo lugar, en 1544, el que se conoce en la tradición cristiana como milagro de su corazón (su corazón creció de tal manera que algunas costillas se quebraron).
Durante sus últimos años de laico Felipe extendió su apostolado. En 1548, junto con su confesor, Persiano Rosa, fundó la Confraternidad de la Santísima Trinidad, conocida como la cofradía de los pobres, para ocuparse de los peregrinos y convalecientes. Sus miembros se reunían para la comunión, la oración y otros ejercicios espirituales en la iglesia de San Salvatore in Campo, y el propio Felipe introdujo la exposición del Santísimo Sacramento una vez al mes y difundir así la devoción de las cuarenta horas (adoración Eucarística).

## Sacerdocio

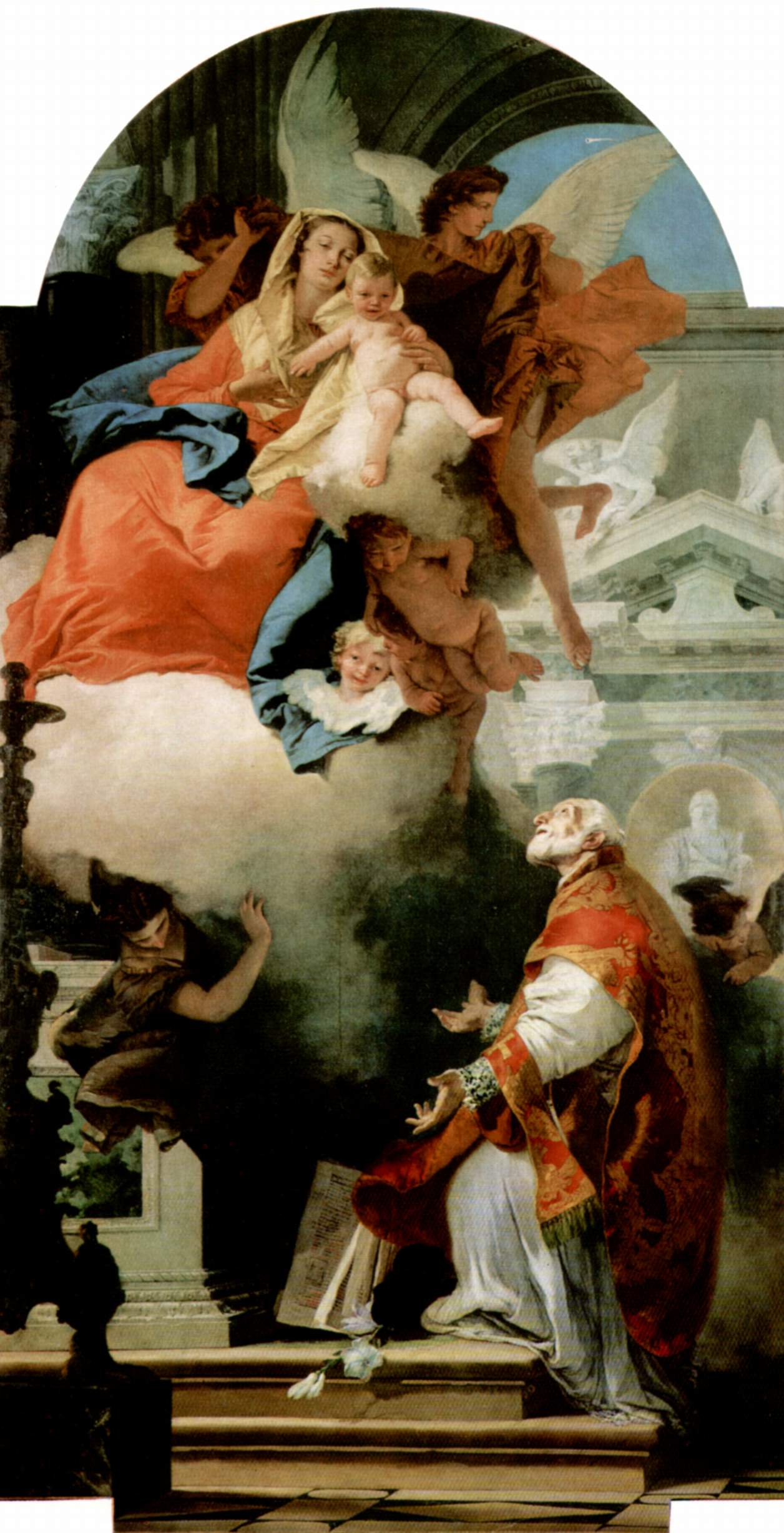
Felipe Neri y la Virgen María

El 23 de mayo de 1551, por mandato del propio Persiano Rosa, entró en el sacerdocio y se fue a vivir a San Jerónimo de la Caridad, donde la principal regla era vivir en caridad con sus hermanos. Entre los nuevos compañeros de Felipe estaban Persiano Rosa y Buonsignore Cacciaguerra.
En 1559, Felipe comenzó a organizar visitas regulares a las Siete Iglesias, en compañía de sacerdotes y religiosos, así como de laicos. Estas visitas fueron la ocasión de una corta pero aguda persecución religiosa al haber sido denunciado como creador de nuevas sectas. El cardenal vicario le convocó y le reprendió, siendo suspendido de oír confesiones, pero al cabo de dos semanas quedó probada su inocencia ante las autoridades eclesiásticas.
En 1562, aceptó el cargo de párroco de la iglesia San Giovanni dei Fiorentini (la de los florentinos en Roma), sin embargo, como se resistía a abandonar San Girolamo, permaneció en este templo a pesar de convertirse en párroco de San Giovanni.  Durante el año jubilar de 1575, San Felipe Neri impulsó las bases del futuro programa urbanístico del papa Sixto V en Roma con un proyecto de itinerario, la peregrinación a las siete iglesias más importantes de la ciudad a pie atravesándola para lograr la indulgencia plena.
La Hermandad del Pequeño Oratorio fue creciendo y en 1575 fue formalmente reconocida por Gregorio XIII como la Congregación del Oratorio, y se le concedió la iglesia de Santa María in Vallicella, donde los religiosos se instalaron en 1577, año en el que inauguraron la Chiesa Nuova, construida en el sitio de la vieja Santa María, y donde trasladaron los ejercicios a un nuevo oratorio, aunque Felipe permaneció en San Girolamo hasta 1583, dejando entonces su viejo hogar e instalándose en Santa María de Vallicella. En 1593 dimitió del cargo de superior que le había sido dado de por vida.
La personalidad de Felipe atrajo al cardenal Felice Peretti, quien al convertirse en el papa Sixto V, en 1590, propuso a Felipe Neri nombrarle cardenal, pero este no aceptó.

Se nos presenta una Congregación que se iba consolidando, no sin dificultades. Los discípulos del Oratorio cada vez eran más y más relevantes, la importancia de la institución rebasaba la demarcación de Roma. El gran concepto que se tenía del padre Neri, incluso por los pontífices, fue causa de que en repetidas ocasiones le ofrecieran las máximas dignidades de la jerarquía eclesiástica. El florentino aborreció las dignidades que se le brindaban desde la curia. Aún más, habiendo sido elegido prepósito perpetuo de su congregación, solicitó ser solamente padre.

## Muerte, beatificación y canonización

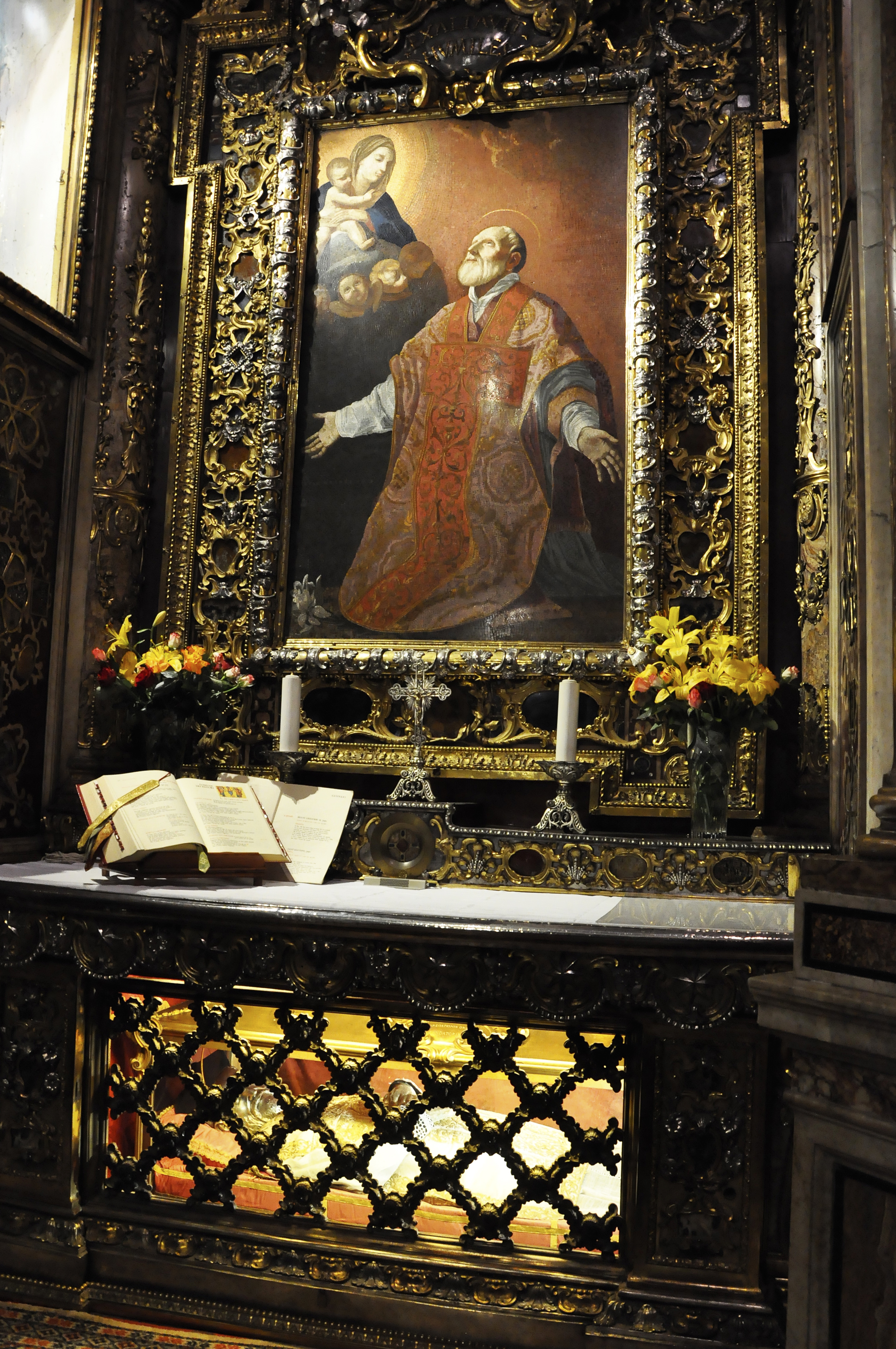
El cuerpo de san Felipe Neri, en la Chiesa Nuova, bajo un mosaico copia de una pintura de Guido Reni.

Los últimos años de su vida fueron marcados por periodos de enfermedad y recuperación. El 12 de mayo de 1595 el cardenal César Baronio, que le había sucedido como superior, le dio la extremaunción. El 26 de mayo, a la edad de 79 años, expiró.
San Felipe Neri fue beatificado por Pablo V en 1615, y canonizado por Gregorio XV en 1622. En el Santoral católico su onomástica se celebra el 26 de mayo.
El cuerpo de san Felipe Neri se conserva en la Chiesa Nuova (antes, iglesia de Santa María de Vallicella), bajo una mosaico copia de la pintura de Guido Reni que representa la aparición de la Virgen María a San Felipe Neri en 1594.

## Legado

### Congregación del Oratorio
En 1564 el papa Pío IV pidió a San Felipe Neri que asumiera la responsabilidad de la iglesia de San Giovanni de los Florentinos. Fueron entonces ordenados tres de sus discípulos. Los religiosos vivían y oraban en comunidad, bajo la dirección de Felipe Neri.
Con el beneplácito del papa Gregorio XIII, San Felipe Neri y sus colaboradores adquirieron, en 1575, su propia iglesia, Santa María de Vallicella, que se encontraba casi en ruinas y resultaba demasiado pequeña, por lo que Felipe Neri decidió demolerla y construir una más grande, la llamada "Chiesa Nuova".
El papa aprobó formalmente la Congregación del Oratorio. Era la única en la que los sacerdotes eran seculares que vivían en comunidad pero sin votos. Los miembros retenían sus propiedades pero debían contribuir a los gastos de la comunidad. Los que deseaban tomar votos estaban libres para dejar la Congregación y unirse a una orden religiosa. El instituto tenía como fin la oración, la predicación y la administración de los sacramentos.

### Música
Felipe Neri alentó el canto del lauda spirituale (laude) en sus servicios oratorios. Los destacados compositores Tomás Luis de Victoria y Giovanni Pierluigi da Palestrina probablemente participaron en esta música.  El resultado del enfoque de Felipe fue, sin duda, una experiencia estética única y variada.